# Северомуйское городское поселение
Городско́е поселе́ние «Северомуйское» — муниципальное образование в Муйском районе Бурятии Российской Федерации.
Административный центр — рабочий посёлок Северомуйск.

## История
Статус и границы городского поселения установлены Законом Республики Бурятия от 31 декабря 2004 года № 985-III «Об установлении границ, образовании и наделении статусом муниципальных образований в Республике Бурятия».

## Население
| 2011 | 2012  | 2013  | 2014  | 2015  | 2016 | 2017 |
| ---- | ----- | ----- | ----- | ----- | ---- | ---- |
| 2166 | ↘1992 | ↘1685 | ↘1311 | ↘1130 | ↘992 | ↘888 |
| 2018 | 2019  | 2020  | 2021  | 2023  | 2024 |      |
| ↘802 | ↘764  | ↘683  | ↗923  | ↘888  | ↗890 |      |

## Состав городского поселения
| № | Населённый пункт | Тип населённого пункта                  | Население |
| - | ---------------- | --------------------------------------- | --------- |
| 1 | Северомуйск      | рабочий посёлок, административный центр | ↗890      |